# Eiberg (Kürten)

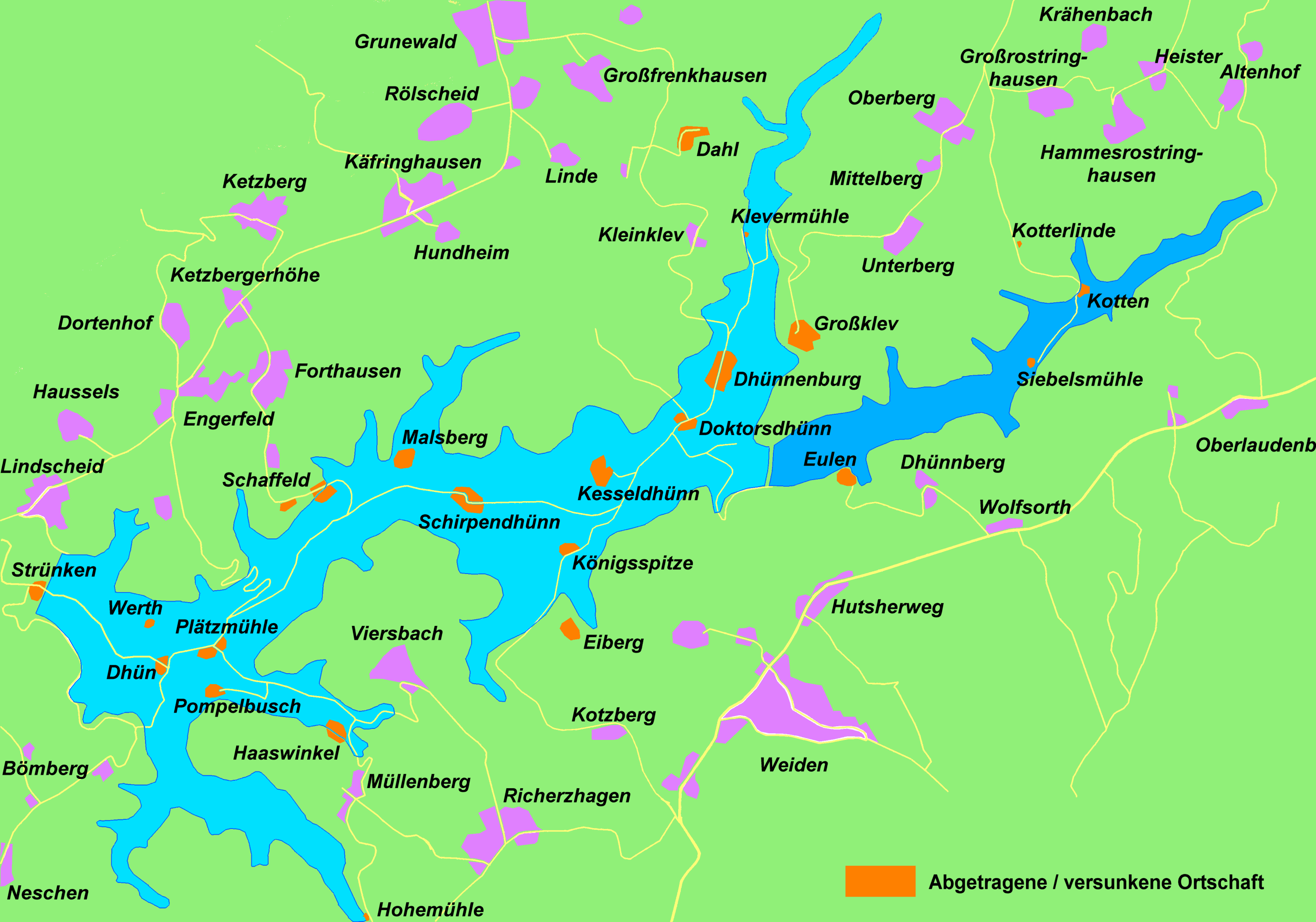
Karte der Großen Dhünntalsperre mit Lage von Eiberg

Eiberg war ein Wohnplatz von Kürten im Rheinisch-Bergischen Kreis. Er wurde abgetragen, da er in der Wasserschutzzone I der zwischen 1975 und 1985 erbauten und 1988 eröffneten Großen Dhünntalsperre lag.

## Geschichte
Die Topographia Ducatus Montani des Erich Philipp Ploennies aus dem Jahre 1715, Blatt Amt Steinbach, belegt, dass der Ort bereits 1715 als Ort mit einem Hof bestand und als Eberg bezeichnet wurde. Aus der Charte des Herzogthums Berg 1789 von Carl Friedrich von Wiebeking geht hervor, dass Eiberg zu dieser Zeit Teil der Honschaft Bechen im Kirchspiel Bechen im Landgericht Kürten war.
Unter der französischen Verwaltung zwischen 1806 und 1813 wurde das Amt Steinbach aufgelöst und Eiberg wurde politisch der Mairie Kürten im Kanton Wipperfürth  im Arrondissement Elberfeld zugeordnet. 1816 wandelten die Preußen die Mairie zur Bürgermeisterei Kürten im Kreis Wipperfürth.
Eiberg gehörte zu dieser Zeit zur Gemeinde Bechen.
Der Ort ist auf der Topographischen Aufnahme der Rheinlande von 1824 als Eberide und auf der Preußischen Uraufnahme von 1840 als Eyberg verzeichnet.
Ab der Preußischen Neuaufnahme von 1892 ist er auf Messtischblättern regelmäßig als Eiberg verzeichnet.
1822 lebten 19 Menschen im als Hof kategorisierten und als Eiberg bezeichneten Ort.
1830 hatte der Ort 19 Einwohner und wurde mit Eyberg bezeichnet.
Der 1845 laut der Uebersicht des Regierungs-Bezirks Cöln als Hof kategorisierte Ort besaß zu dieser Zeit drei Wohnhäuser. Es lebten 39 Einwohner im Eyberg genannten Ort, alle katholischen Bekenntnisses.
Die Gemeinde- und Gutbezirksstatistik der Rheinprovinz führt Eiberg 1871 mit drei Wohnhäusern und 26 Einwohnern auf.
Im Gemeindelexikon für die Provinz Rheinland von 1888 werden drei Wohnhäuser mit zehn Einwohnern angegeben .
1895 hatte der Ort zwei Wohnhäuser und sieben Einwohner.
1905 besaß der Ort ein Wohnhaus und sechs Einwohner und gehörte konfessionell zum katholischen Kirchspiel Bechen.
1927 wurde die Bürgermeisterei Kürten in das Amt Kürten überführt. In der Weimarer Republik wurden 1929 die Ämter Kürten mit den Gemeinden Kürten und Bechen und Olpe mit den Gemeinden Olpe und Wipperfeld zum Amt Kürten zusammengelegt. Der Kreis Wipperfürth ging am 1. Oktober 1932 in den Rheinisch-Bergischen Kreis mit Sitz in Bergisch Gladbach auf.
1975 entstand aufgrund des Köln-Gesetzes die heutige Gemeinde Kürten, zu der neben den Ämtern Kürten, Bechen und Olpe ein Teilgebiet der Stadt Bensberg mit Dürscheid und den umliegenden Gebieten kam.